# Sorkun, Zara
Sorkun là một xã thuộc huyện Zara, tỉnh Sivas, Thổ Nhĩ Kỳ. Dân số thời điểm năm 2011 là 15 người.